# Teng Hsziao-ping
Teng Hsziao-ping (Deng Xiaoping) (egyszerűsített kínai: 邓小平; klasszikus kínai: 鄧小平; pinjin átírással Deng Xiaoping (magyar átírással Teng Hsziao-ping); Pajfang (Paifang), 1904. augusztus 22. – Peking, 1997. február 19.) kínai reformer kommunista politikus.
1976-tól 1989-ig a Kínai Népköztársaság vezetője, a „kínai típusú szocializmus” és a „szocialista piacgazdaságként” hivatkozott kínai gazdasági reformok úttörője.
Teng (Deng) az ún. „második generációs” kommunista káderek közé tartozott. Vezetésével Kína a világ leggyorsabban fejlődő gazdaságává vált úgy, hogy közben végig megmaradt a Kínai Kommunista Párt (KKP) kizárólagos uralma.

## Kezdetek

### Családi háttér
A hakka etnikumhoz tartozó Teng Hsziao-ping (Deng Xiaoping) Teng Hszi-hszien (Deng Xixian) néven látta meg a napvilágot 1904. augusztus 22-én Szecsuan (Sichuan) tartomány Kuang'an (Guang'an) járásában, egy Pajfang (Paifang) nevű faluban. Franciaországban tanult, és más hasonló ázsiai forradalmárokkal együtt (például Ho Si Minh, Csou En-laj (Zhou Enlai)) itt ismerkedett meg a marxista–leninista eszmékkel.
Teng (Deng) háromszor nősült. Első feleségét, a gyermekszülésben elhunyt Csang Hszi-jüent (Zhang Xiyuan-t) moszkvai tanulmányai idején ismerte meg. Második felesége, Csin Vej-jing (Jin Weiying) volt, aki azonban 1933-ban, a Tenget (Denget) ért politikai támadások idején elhagyta őt. Harmadik felesége, Csou Lin (Zhou Lin) egy jünnani (yunnani) iparos lánya volt. Csou Lin (Zhou Lin) 1938-ban lépett be a pártba, majd egy évvel később Mao Ce-tung (Mao Zedong) Jan'an-i (yan’an-i) barlangjának bejárata előtt kötött házasságot Tenggel (Denggel). Öt gyermekük közül három lány, Teng Lin (Deng Lin), Teng Nan (Deng Nan), Teng Zsung (Deng Rong) és két fiú, Teng Pufang (Deng Pufang) és Teng Csi-fang (Deng Zhifang).

### Ifjúkora
Teng (Deng) 1920-ban végzett a csungcsingi (chongqingi) előkészítő iskolában, majd 80 osztálytársával együtt egy kínai diákok számára szervezett program keretében hajóra szálltak Franciaország felé. Októberben érkeztek Marseille-be, ahol a 16 éves Teng (Deng) különböző gyárakban és éttermekben dolgozott, valamint egy rövid ideig egy középiskolában tanult. Később idősebb barátai, Csao Si-jan (Zhao Shiyan), Csou En-laj (Zhou Enlai) és mások hatására tanulmányozni kezdte a marxizmust, és propagandamunkában vett részt. 1922-ben csatlakozott a Kínai Ifjak Kommunista Pártjához, majd 1924-ben a Kínai Kommunista Párthoz is, és ifjúsági tagozatának egyik vezető személyisége lett. 1926-ban Moszkvában tanult, majd 1927-ben visszatért Kínába.
1929-ben Kuanghszi (Guangxi) tartományban a Kuomintang (Guomintang) kormány ellen szervezett Baise felkelés élére állt, de a felkelés rövid idő után elbukott.
Teng (Deng) részt vett a hosszú menetelésben, ez idő alatt a KKP Központi Bizottságának titkára volt. Több fontos katonai akciót szervezett mind a Japánnal vívott háborúban, mind a későbbi kínai polgárháborúban a Kuomintang (Guomintang) ellen. 1949 novemberében Teng (Deng) mérte a döntő csapást a Csang Kaj-sek vezette Kuomintang (Guomintang) seregekre Szecsuan (Sichuan)ban, amelynek során december elsején Csungking (Chongqing) elesett, Tenget (Denget) pedig a város vezetőjévé és politikai megbízottjává nevezték ki. Amikor 1949-ben a Kínai Népköztársaság megalakult, Teng (Deng) lett a főtitkár, és őt küldték az egész délnyugat-kínai régió ügyeinek intézésére. Teng (Deng) közreműködött a tibeti vezetőkkel folytatott tárgyalásokban is, és ezzel előkészítette Tibet későbbi kínai megszállását.

## Politikai pálya

### A felemelkedéstől a meghurcolásig
Teng (Deng) támogatta Mao Ce-tung (Mao Zedong)ot, cserébe Mao jelentős pozíciókba emelte, így többek között Teng (Deng) töltötte be a KKP főtitkári posztját is. Ez idő alatt Liu Sao-csi (Liu Shaoqi) elnökkel együtt irányították az ország ügyeit. Amikor Mao „nagy ugrás” elnevezésű kampánya egyre erősebb ellenérzést váltott ki, Teng (Deng) és Liu befolyása megnőtt a KKP-n belül. Gazdasági reformokat dolgoztak ki, s ez megerősítette pozíciójukat az apparátuson belül, egyben országos népszerűségre tettek szert. Mao radikális elképzeléseivel szemben Teng (Deng) és Liu a pragmatikusabb politika mellett foglaltak állást.
Mao egyre jobban tartott attól, hogy Teng (Deng) és Liu népszerűsége oda vezethet, hogy ő névleges vezetővé degradálódik. Többek között ez volt az oka annak, hogy 1966-ban elindította a kulturális forradalmat, amelyben Teng (Deng) kiesett a kegyeltek közül, és arra kényszerítették, hogy lemondjon minden tisztségéről és teljesen visszavonuljon. A Csianghszi (Jiangxi) tartománybéli Hszincsien (Xinjian) megyei traktorgyárba küldték dolgozni, mint egyszerű munkást. Teng (Deng) itt szabad idejében írni kezdett.
Amikor Csou En-laj (Zhou Enlai)ról kiderült, hogy rákos beteg, Csou (Zhou) Tenget (Denget) választotta utódául. Sikerült meggyőznie Maót arról, hogy Tenget (Denget) érdemes visszahozni a politikai életbe; így lett miniszterelnök-helyettes 1974-ben. Ekkor a kulturális forradalom még nem ért teljesen véget, és a „négyek bandájaként” elhíresült radikális csoport is küzdött a KKP-n belüli hatalomért. A „négyek” úgy érezték, hogy Teng (Deng) sikereik útjában áll. 1976 januárjában Csou (Zhou) halálával Teng (Deng) elvesztette legjelentősebb támogatóját és egyben a párton belüli erős támogatottságát is, így újra száműzték. Ismét megfosztották minden tisztségétől.

### Teng(Deng)újra felemelkedése
KKP-n belüli támogatóinak kipuhatolását és mozgósítását követően Tengnek (Dengnek) sikerült kijátszania a Mao által támogatott Hua Kuo-feng (Hua Guofeng)et, akit a 80-as évek elejére aztán a felső vezetésből is száműzött, bár – a korábbi gyakorlattal ellentétben – precedenst teremtett azzal, hogy Hua elmozdításakor senkinek nem esett bántódása, sőt engedélyezte Hua számára azt is, hogy a KB tagja maradjon.
Teng (Deng) elutasította a kulturális forradalmat, és elindította a „Pekingi tavasz” mozgalmat, amely megengedte a kulturális forradalom idején történt törvénytelenségek és mértéktelenségek által okozott szenvedés nyílt kritikáját, ezzel párhuzamosan pedig ösztönözte az osztályalapú megkülönböztetés eltörlését, mely a későbbiekben lehetővé tette, hogy a gazdagok és tőkések is csatlakozhassanak a párthoz.
Teng (Deng) ügyes politikai manővereinek köszönhetően sikerült fokozatosan kiiktatnia politikai ellenfeleit. A kulturális forradalom bírálatának engedélyezésével gyengítette a párton belül azoknak a pozícióját, akik felemelkedésüket a forradalomnak köszönhették, és erősítette azokét, akiket – mint őt is – meghurcoltak. Mindehhez széles tömegek támogatását élvezte.
A konszolidáció éveiben Hua helyét Csao Ce-jang (Zhao Ziyang) foglalta el (1980), a pártvezér pedig Hu Jao-pang (Hu Yaobang) lett (1981). A bevett gyakorlat szerint a kínai állam névleges vezetője az államelnök volt, de a tényleges hatalom mindig a miniszterelnök és a pártelnök kezében összpontosult. A személyi kultuszt elkerülendő erre a két posztra igyekeztek mindig két külön személyt választani. 1987-től Teng (Deng) már csak az államelnöki és a KKP Központi Katonai Bizottságának elnöki székét tartotta meg. Annak ellenére, hogy soha nem töltötte be egyik tényleges hatalmi pozíciót sem, végig ő maradt a legbefolyásosabb káder a KKP-n belül.

### Nyitás

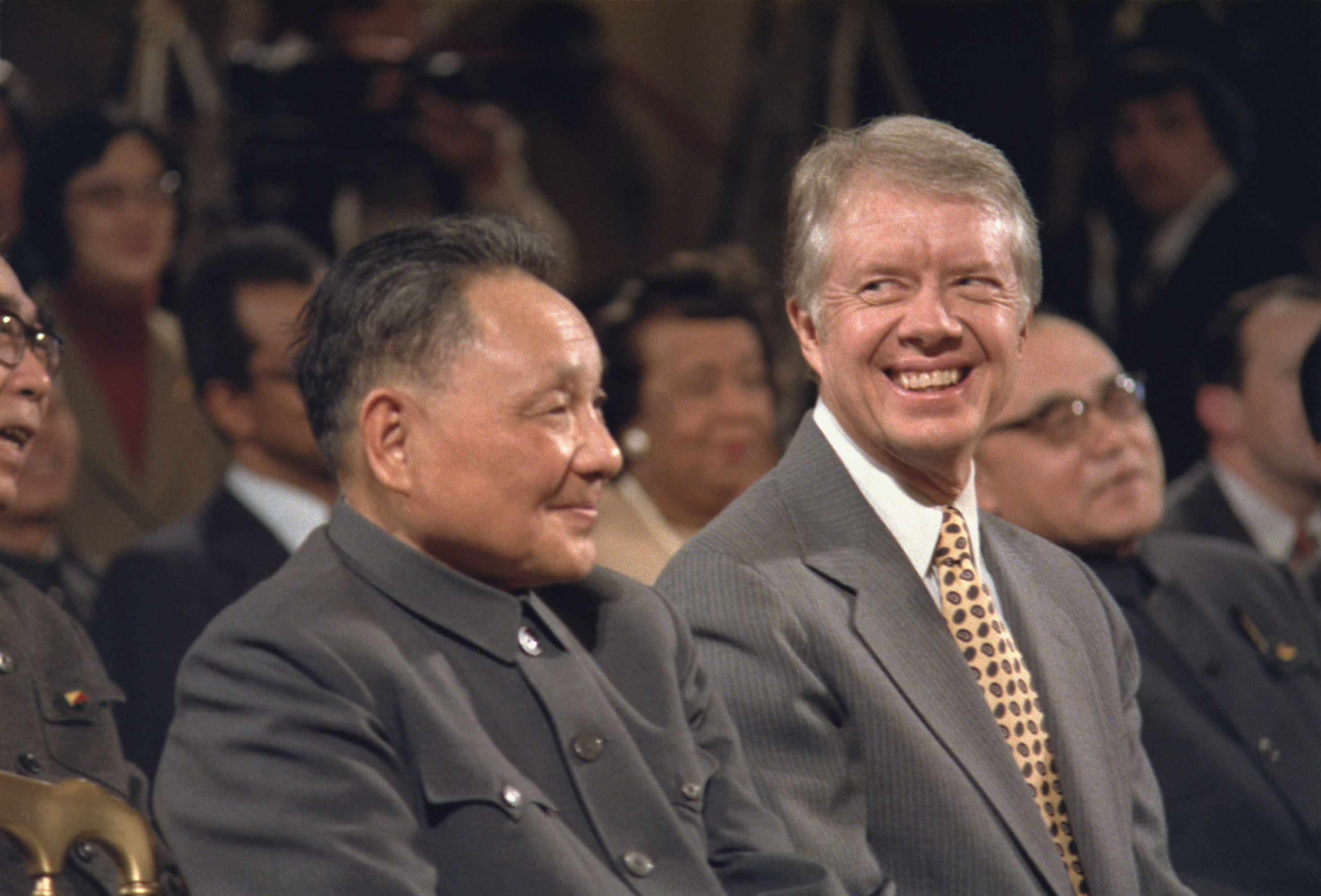
Teng Hsziao-ping (Deng Xiaoping) Carter amerikai elnökkel (1979)

A KKP 11. kongresszusának 3. plénumán Teng (Deng) hivatalosan is elindította Kínát a reformok útján, melyre a „reform és nyitás politikájaként” (kajko kajfang (gaige kaifang)) szoktak hivatkozni. (A reformokról részletesebben ld. alább.)
Teng (Deng) vezetése alatt észrevehetően fejlődtek a kapcsolatok a nyugattal. Sokat utazott külföldre, nyugati vezetőkkel találkozott, így többek között 1979-ben tárgyalt Carter elnökkel a Fehér Házban, miután az USA megszakította a diplomáciai kapcsolatot a Kínai Köztársasággal (Tajvan), és elismerte a KNK legitimitását. Jelentősen javultak a japán–kínai kapcsolatok is, különösen, hogy Teng (Deng) Japánban egy olyan hatalmat látott, mely a háború után példát tudott mutatni a gyors gazdasági fejlődésre.
További eredmény volt annak a brit–kínai egyezménynek az aláírása 1984. december 19-én (kínai–brit visszacsatolási megállapodás), melyben megállapodtak arról, hogy Hongkong visszakerül a KNK-hoz 1997-ben. Teng (Deng) ígéretet tett arra, hogy a KNK a visszacsatolás után még 50 évig nem fog beavatkozni Hongkong kapitalista rendszerébe. Hasonló egyezmény született Portugáliával is Makaó visszacsatolásáról. Az „egy ország, két rendszer”-nek keresztelt politikát a KNK nemcsak eddig alkalmazta, hanem tulajdonképpen ez az ideológiai háttere a Tajvant és a KNK-t egyesítő tervnek is.
Teng (Deng) ugyanakkor meglehetősen keveset tett a Szovjetunióval történő kapcsolat javítására, minthogy a kínai–szovjet vitában továbbra is a maoizmus azon vonalát folytatta, miszerint a Szovjetunió ugyanolyan szuperhatalom, mint az Egyesült Államok, ám annál – földrajzi közelsége folytán – sokkal veszélyesebb.

### „Kínai típusú szocializmus”
Teng (Deng) reformjainak célkitűzéseit a „négy modernizáció” foglalta össze, melyek a
- mezőgazdaság
- ipar
- tudomány és technológia
- hadsereg

Ezek megvalósítását és Kína modernizációját a „szocialista piacgazdaság” fogalmával fémjelezték. Teng (Deng) szerint Kína a szocializmus kezdeti szakaszában van, és a párt feladata, hogy ezt a „kínai típusú szocializmust” tökéletesítse. A marxizmus ezen értelmezése az ideológia szerepét mindössze gazdasági és stratégiai döntéshozatalra korlátozta. Teng (Deng) hangsúlyozta, hogy a szocializmus nem közösen vállalt szegénységet jelent. A piaci mechanizmusok fontosságát és működésük engedélyezését illetően a következőképp érvelt:
„A szocializmus és a kapitalizmus közötti fő különbséget nem a terv- illetve a piacgazdaság jelenti. A tervgazdálkodás nem csak a szocializmusra jellemző, hiszen tervezés a kapitalizmusban is van, a piaci erők pedig a szocializmusban is működnek. A tervezés és a piaci erők egyaránt a gazdaság irányításának módjai.”
Bár a gazdasági reformok elindításához szükséges ideológiai hátteret és a politikai támogatást Teng (Deng) szolgáltatta, a konkrét reformok közül csak igen kevés származott tőle. A reformokat általában a helyi vezetők kezdeményezték, sokszor akár a központi irányelvekkel szemben. Viszont ha egy reformjavaslat ígéretesnek bizonyult, akkor azt egyre nagyobb területeken (megye, tartomány) vezették be, míg végül az egész országra kiterjesztették. Számos reformot az ún. kistigrisek tapasztalatait felhasználva valósítottak meg. Teng (Deng) reformjai így tulajdonképpen egy tapasztalt bürokraták vezette, alaposan megtervezett és központosított makrogazdaságot céloztak meg, a szovjet mintától eltérően azonban az ország vezetése nem közvetlenül irányított, hanem a piaci mechanizmusokon keresztül.
Teng (Deng) annyiban megtartotta a maói örökséget, hogy ő is a mezőgazdasági termelés elsőbbségét hangsúlyozta, és támogatta a paraszti kisgazdaságok szintjén a döntéshozatal decentralizációját. A munkaerőt inkább anyagilag mintsem politikailag igyekezett motiválni, a parasztoknak pedig megengedték, hogy saját terményeik szabad piacon történő értékesítéséből plusz jövedelemhez jussanak. Családi felelősségi rendszert alakítottak ki, amely felváltotta a népi kommunákat. A földeket felparcellázták és bérbe adták termelési eszközökkel együtt a családoknak, akik kötelezettséget vállaltak, hogy meghatározott mennyiségű terméket (például gabona) az állam által megállapított áron eladnak felvásárló szerveknek. Az ezen felüli termékkel szabadon rendelkeztek.
A piacgazdálkodás felé vezető úton a tartományoknak és a helyi önkormányzatoknak engedélyezték, hogy olyan iparágba fektessenek be, amelyet helyi szinten a legjövedelmezőbbnek éreztek. Ez lendületet adott a könnyűiparnak, az pedig az exportnak, és így a kínai gazdaság fejlődési iránya új fordulatot vett. Az export révén külföldről érkező tőkét és a könnyűiparból származó állami bevételeket fejlett technológiákba forgatták vissza.
Ezek a reformok a korábbi gazdaságilag is bezárkózó maoista politikának épp az ellenkezőjét jelentették. Kína a külkereskedelmi forgalom növelésével, valamint a fejlett japán és nyugati gépek vásárlásával felgyorsította a modernizáció ütemét és ezáltal a gazdasági fejlődést. Teng (Deng) a külföldi cégeket Különleges Gazdasági Övezetek (angolul: SEZ – Special Economic Zones) létrehozásával csábította az országba, mely övezetekben erőteljesen támogatták és támogatják ma is a külföldi befektetéseket és engedélyezik a teljes piaci liberalizációt.

### ATienanmen(Tiananmen)téri diáktüntetés leverése
Teng (Deng) pragmatikus vezetése alatt jött létre a kínai piacgazdaság, de – bár némi liberalizálást elfogadott – mindvégig ellenállt a demokráciát követelő törekvéseknek, így 1989-ben jóváhagyta a pekingi Tienanmen téri (Tiananmen téri) véres katonai fellépést a tüntetők ellen.
A konfliktus akkor bontakozott ki, amikor az 1989-es „demokrácia-mozgalom” résztvevői a reformot a politika területére is ki akarták terjeszteni – s ez beleütközött a kelet-európai kommunista pártok hatalomvesztésének láttán amúgy is aggódó kínai pártvezetés hatalmi monopóliumába.
Az eseménysort Hu Jao-pangnak (Hu Yaobangnak), a Kínai Kommunista Párt 1987-ben leváltott főtitkárának 1989. április 15-én bekövetkezett halála indította el: őt már azért váltotta le a Teng (Deng) körül csoportosuló kemény mag, mert „burzsoá liberalizmust” tanúsított a demokrácia-követelések kezelésében. A diákok a hivatalos tiltás ellenére 17-én a Tienanmen (Tiananmen) térre vonultak, s az eredetileg négyezres tömeg százezresre dagadt. A jelszavak gyorsan radikalizálódtak, a diákok, akikhez munkások és értelmiségiek, sőt a főváros környékén élő parasztok is csatlakoztak, elítélték a nepotizmust és a korrupciót, helyettük demokráciát, gyülekezési jogot, sajtószabadságot, politikai reformokat követeltek.
Április 27-én a tüntetők áttörték a kordont és elfoglalták a Tienanmen (Tiananmen) teret. Itt található egyebek között az Országos Népi Gyűlés (a kínai parlament) épülete, az állami zászló, a Mao-mauzóleum és a Kína jelképének számító Tienanmen (Tiananmen) (Mennyei Béke) kapu. Ezután az időnként milliósra dagadó tömeg megszállta a teret, letáborozott, a kiürítésére adott utasítások hetekig kudarcot vallottak. A párt érezte: kicsúszik a kezéből az események irányítása, ahogy később fogalmaztak: anarchia fenyegetett.
Az Egyesült Államokban 2001-ben megjelent úgynevezett Tienanmen (Tiananmen)-iratok, állítólag kínai párttanácskozások titkos jegyzőkönyveit tartalmazó dokumentumok tanúsága szerint a kínai legfelső vezetés megoszlott, Teng Hsziao-ping (Deng Xiaoping) és a veterán tábornokok április közepén már az erő alkalmazását, Csao Ce-jang (Zhao Ziyang) akkori főtitkár és mások a tárgyalásokat szorgalmazták. Csaót (Zhao-t) leszavazták, ezt követően május 19-én könnyekkel a szemében kérte a Tienanmen (Tiananmen) téren a diákokat, hogy menjenek haza – hiába. Négy nappal később valamennyi posztjáról leváltották, többé nem jelent meg a nyilvánosság előtt. 2005-ben hunyt el házi őrizetben.
A „véres vasárnapon”, június 4-én a kínai hadsereg vidékről felhozott páncélos és gépesített egységei behatoltak a Tienanmen (Tiananmen) térre. Különböző jelentések szerint több száz vagy még több tüntető vesztette életét, több ezren sebesültek meg, majd országos letartóztatási hullám bontakozott ki. Számos diákvezető éveket töltött börtönben. A „demokrácia-mozgalom” összeomlott, egyebek között azért is, mert vidéken, de még más városokban is csekély visszhangja volt. A kínai társadalomban kevés hagyománya van a nyugati demokrácia-modellnek, annál több a központosító, tekintélyelvű, ország-összetartó birodalmi hagyománynak, amelyet a ma kormányzó pártelit – miközben a marxista politikai gazdaságtant kidobta az ideológiai poggyászból – tudatosan és gondosan megőrzött.
A demokrácia-mozgalom erőszakos elfojtása több évre megbénította a társadalmi reformot, viszont stabilizálta a párt- és állami vezetést, és lehetővé tette Teng (Deng) számára, hogy a kilencvenes évek elején dél-kínai látogatása során ismét meghirdesse a profitelvre alapozott, és a következő években rendkívül sikeresnek bizonyult gazdasági reformot. Azóta kibontakozott a nemzetközi tőke kínai beruházási áradata, így a Nyugat is segítette Kínát abban, hogy túljusson azon a holtponton, amely a nyugati példákat követő demokrácia-mozgalom letörésekor alakult ki.
A tüntetés után Teng (Deng) ellenfelei évekig az egyetemek környékén csoportosultak, és megvetésük kifejezésére – különösen a diáktüntetés évfordulóin – gyakran törtek össze és égettek kicsi üvegpalackokat. (Kínaiul a „hsziao ping (xiao ping)” (小瓶) – ami azonos hangzású Teng Hsziao-ping nevével – kis üveget jelent.)

## Teng(Deng)visszavonulása, halála és kultusza
Hivatalosan Teng (Deng) 1989-ben döntött úgy, hogy lemond minden vezető tisztségéről, a politikától 1992-ben vonult vissza végérvényesen. Kína azonban továbbra is a Teng (Deng)-érában élt tovább, és úgy tekintettek rá, mint legfőbb vezérre. Úgy tartották, hogy a háttérből továbbra is ő irányít.
1992 tavaszán Teng (Deng) dél-kínai körútra indult, mely során ellátogatott Kuangcsouba (Guangzhouba), Sencsenbe (Shenzhenbe), Csuhaj (Zhuhai)ba és Sanghaj (Shanghai)ba. Itt elmondott beszédeiben hangsúlyozta a gazdasági építkezés fontosságát, és kritikával illette mindazokat, akik a reform és nyitás (kajko kajfang (gaige kaifang)) politikáját ellenezték. Kiemelte, hogy a kínai társadalomban élő „balos” elemek még sokkal veszélyesebbek, mint a „jobbosak”. Ismételten felhívta a figyelmet a gazdasági reformok ügyének elsődlegességére, amely Kína további fejlődéséhez elengedhetetlen. A kínai média először elhallgatta Deng dél-kínai körútját, de a meglátogatott helyeken tapasztalt hatalmas népszerűség miatt végül, ha több hónapos késéssel is, de megtört a jég, és elkezdtek részletesen beszámolni a Deng által elmondottakról is, és úgy értelmezték, mint a Tienanmen (Tiananmen) téri hiba egyfajta korrigálását.
Teng Hsziao-ping (Deng Xiaoping) 1997. február 19-én halt meg Pekingben, helyét Csiang Cö-min (Jiang Zemin) vette át (3. generáció). Kína következő elnöke és egyben Teng (Deng) választott embere, Hu Csin-tao (Hu Jintao), a KNK úgynevezett 4. generációs vezetőgárdájába tartozik.
A kínai kommunista párt egyik legfontosabb vezetője, Teng Hsziao-ping (Deng Xiaoping) életpályája magába sűríti az egész huszadik századi kínai történelmet. Születésének századik évfordulóján új típusú személyi kultusz bontakozott ki az egykori kínai vezető személye körül.
Az újjáéledő kultusz nagyságát a hivatalos megemlékezéseken kívül az is jelzi, hogy a Hongkongban rendezett emlékkiállításon egy hét alatt 120 ezer látogató nézte meg a Teng (Deng) életét bemutató 90 perces dokumentumfilmet, illetve a vezetőt megörökítő 230 képet és 80 kiállítási tárgyat. Hasonló nagyságrendű akció és médiafigyelem még a nagy kínai kormányos, Mao Ce-tung születésének 110. évfordulóján sem volt.

## ATeng(Deng)család ma is élő tagjai és kormányzati pozícióik
- Teng Pu-fang (Deng Pufang), Teng (Deng) fia, a Kínai Mozgássérültek Szövetségének elnöke
- Teng Csi-fang (Deng Zhifang), Teng (Deng) fia, Sifang Group elnöke
- Teng Lin (Deng Lin), Teng (Deng) lánya, a Nemzetközi Barátság Kínai Tanácsának igazgatóhelyettese
- Vu Csien-csang (Wu Jianchang), Teng Lin (Deng Lin) férje, China Non-ferrous Metals Co., Ltd. vezérigazgatója
- Teng Nan (Deng Nan), Teng (Deng) lánya, a Kínai Tudomány és Technológiai Szövetség elnökhelyettese és főtitkára
- Csang Hung (Zhang Hong), Teng Nan (Deng Nan) férje, a Kínai Tudományos Akadémia Tudomány és Technológiai Hivatalának igazgatója
- Teng Zsung (Deng Rong), Teng (Deng) lánya, Shenzhen Huayue Ipari Társaság tanácskozó testületének elnöke
- Ho Ping (He Ping), Teng Zsung (Deng Rong) férje, A Kínai Néphadsereg Központi Vezérkara Fegyverkezési Osztályának igazgatója

## Könyvei magyarul
- Válogatott beszédek, 1975–1982; Kossuth, Bp., 1988
- Válogatott beszédek, 1975–1982; Fapadoskonyv.hu, Bp., 2011 (A demagógia klasszikusai)